# Jacqueline Hernandez
Jacqueline Hernandez (Troy (New York), 2 december 1992) is een Amerikaanse snowboardster. Ze vertegenwoordigde haar vaderland op de Olympische Winterspelen 2014 in Sotsji

## Carrière
Bij haar wereldbekerdebuut, in december 2010 in Telluride, scoorde Hernandez direct wereldbekerpunten. Twee maanden later eindigde ze in Stoneham voor de eerste keer in haar carrière in de toptien van een wereldbekerwedstrijd. In maart 2012 boekte de Amerikaanse in Valmalenco haar eerste wereldbekerzege. Ze nam in februari 2014 deel aan de Olympische Spelen in Sotsji op het onderdeel snowboardcross, maar door een val wist ze zich niet voor de finales te kwalificeren.
Op de FIS wereldkampioenschappen snowboarden 2015 in Kreischberg eindigde Hernandez als twintigste op de snowboardcross.

## Resultaten

### Olympische Winterspelen
| Jaar | Plaats | Resultaten         |
| ---- | ------ | ------------------ |
| 2014 | Sotsji | 23e Snowboardcross |

### Wereldkampioenschappen
| Jaar | Plaats      | Resultaten         |
| ---- | ----------- | ------------------ |
| 2015 | Kreischberg | 20e Snowboardcross |

### Wereldbeker
Eindklasseringen
| Seizoen   | Algm | SBX |
| --------- | ---- | --- |
| 2010/2011 | 50e  | 25e |
| 2011/2012 | –    | 9e  |
| 2012/2013 | –    | 25e |
| 2013/2014 | –    | 17e |

Wereldbekerzeges
| Datum         | Plaats     | Onderdeel      |
| ------------- | ---------- | -------------- |
| 16 maart 2012 | Valmalenco | Snowboardcross |